# Jonne Järvelä
Jonne Järvelä (n. 3 de junio de 1974) es el vocalista y guitarrista de la banda finlandesa Korpiklaani, y del proyecto anterior Shaman. Es conocido en la escena Folk Metal por su yoiking. Además contribuyó en los álbumes de las bandas Finntroll (Jaktens Tid) y Skiltron (Beheading The Liars).

## Discografía

### Shaman
- 1998 – Oðða máilbmi (Single)
- 1999 - Idja
- 2002 - Shamániac

### Jonne
- 2014 - Jonne
- 2017 - Kallohonka

### Korpiklaani[1]
- 2003 - Spirit of the Forest
- 2005 - Voice of Wilderness
- 2006 - Tales Along This Road
- 2007 - Tervaskanto
- 2008 - Keep On Galloping (Single)
- 2008 - Korven Kuningas
- 2009 - Vodka (Single)
- 2009 - Karkelo
- 2010 - Ukon Wacka (Single)
- 2011 - Ukon Wacka
- 2011 - Metsälle (Single)
- 2012 - Manala
- 2015 - Lempo (Single)
- 2015 - Noita
- 2016 - FC Lahti (Single)
- 2016 - A Man with a Plan (Single)
- 2017 - Live at Masters of Rock (disco en vivo)
- 2018 - Kotikonnut (Single)
- 2018 - Kulkija
- 2018 - Wayfarers Live (disco en vivo)
- 2019 - Beer Beer (Single)
- 2021 - Jylhä

### Colaboraciones
- Celtibeerian - Keltorevolution (2014) - Voz
- Dalriada - Ígéret (2011) - Voz
- Finntroll - Jaktens tid (2001) - Voz
- Hiidenhauta - Noitia on minun sukuni (2014) - Voz (tema 4)
- Mägo de Oz - Celtic Land (Compilation) (2013) - Voz Adicional (tema 2, disco 1)
- Mägo de Oz - Celtic Land of Oz (Compilation) (2014) - Voz adicional (tema 2)
- Metsatöll - Karjajuht - (2014) Voz (tema 2)
- Moonsorrow - Jumalten aika (2016) - Voz adicional
- Profane Omen - Ooka (2018) - Voz adicional (tema 5)
- SkeleToon - Ticking Clock (2017) Voz (tema 2)
- Skiltron - Beheading the Liars (2008) Voz (tema 4)
- Skiltron - Into the Battleground (2013) Voz (tema 8)
- Varg - Guten Tag (2012) Voz (tema 8)
- Тролль Гнёт Ель - Братья во хмелю (Compilation) (2011) Voz (tema 11)
- Тролль Гнёт Ель - Карьялали / Karjalali (2016) Voz (tema 3)